# Северо-восток штата Баия (мезорегион)

Северо-восток штата Баия на карте.

Северо-восток штата Баия (порт. Mesorregião do Nordeste Baiano) — административно-статистический мезорегион в Бразилии, входит в штат Баия. Население составляет 1 545 922 человека (на 2010 год). Площадь — 56 461,903 км². Плотность населения — 27,38 чел./км².

## Демография
Согласно сведениям, собранным в ходе переписи 2010 г. Национальным институтом географии и статистики (IBGE), население мезорегиона составляет:
| Полное население                            | Полное население                            | Полное население                            | Полное население                            | 1 545 922 |
| ------------------------------------------- | ------------------------------------------- | ------------------------------------------- | ------------------------------------------- | --------- |
| в том числе:                                | Городское население                         | 773 836                                     | Процент городского населения, %             | 50,06     |
|                                             | Сельское население                          | 772 086                                     | Процент сельского населения, %              | 49,94     |
|                                             | Мужское население                           | 769 846                                     | Процент мужского населения, %               | 49,80     |
|                                             | Женское население                           | 776 076                                     | Процент женского населения, %               | 50,20     |
| Плотность населения, чел/км²                | Плотность населения, чел/км²                | Плотность населения, чел/км²                | Плотность населения, чел/км²                | 27,38     |
| Население мезорегиона в % к населению штата | Население мезорегиона в % к населению штата | Население мезорегиона в % к населению штата | Население мезорегиона в % к населению штата | 11,03     |

## Статистика
- Валовой внутренний продукт на 2003 год составляет 3 761 361 599,00 реалов (данные: Бразильский институт географии и статистики).
- Валовой внутренний продукт на душу населения на 2003 год составляет 2520,89 реалов (данные: Бразильский институт географии и статистики).
- Индекс развития человеческого потенциала на 2000 год составляет 0,597 (данные: Программа развития ООН).

## Состав мезорегиона
В мезорегион входят следующие микрорегионы:
1. Алагоиньяс
2. Энтри-Риус
3. Эуклидис-да-Кунья
4. Жеремоабу
5. Рибейра-ду-Помбал
6. Серринья